# Cimetière de Vaugirard
| Cimetière de Vaugirard | Cimetière de Vaugirard                                                      |
| ---------------------- | --------------------------------------------------------------------------- |
| Lage                   | 320 Rue Lecourbe 75015 Paris, 15. Arrondissement, Île-de-France, Frankreich |
| Eigentümer             | Stadt Paris                                                                 |
| Eröffnet               | 1787                                                                        |
| Fläche                 | 1,59 ha                                                                     |
| Gräber                 | rund 3.000                                                                  |
| Website                | equipement.paris.fr                                                         |

Der Cimetière de Vaugirard ist ein Friedhof im 15. Arrondissement der französischen Hauptstadt Paris. Es ist der älteste noch genutzte Friedhof der französischen Metropole. Die Anlage, mit rund 3.000 Gräbern, ist mit 1,59 ha der achtgrößte Pariser Friedhof innerhalb der Stadtgrenzen. 

## Geschichte
Die Eröffnung fand 1787 statt, nachdem der alte Pfarrfriedhof von Vaugirard geschlossen wurde. Die Grabanlage gehörte der Kommune Vaugirard und wurde, bis zur Einrichtung eines eigenen Friedhofs, auch von der Kommune Grenelle genutzt. Mit der Eingemeindung der beiden Kommunen im Jahr 1860 wurden sie ein Teil von Paris. Auf dem Cimetière de Vaugirard gibt es einen größeren militärischen Abschnitt mit gefallenen Soldaten des Ersten Weltkrieges.

## Galerie

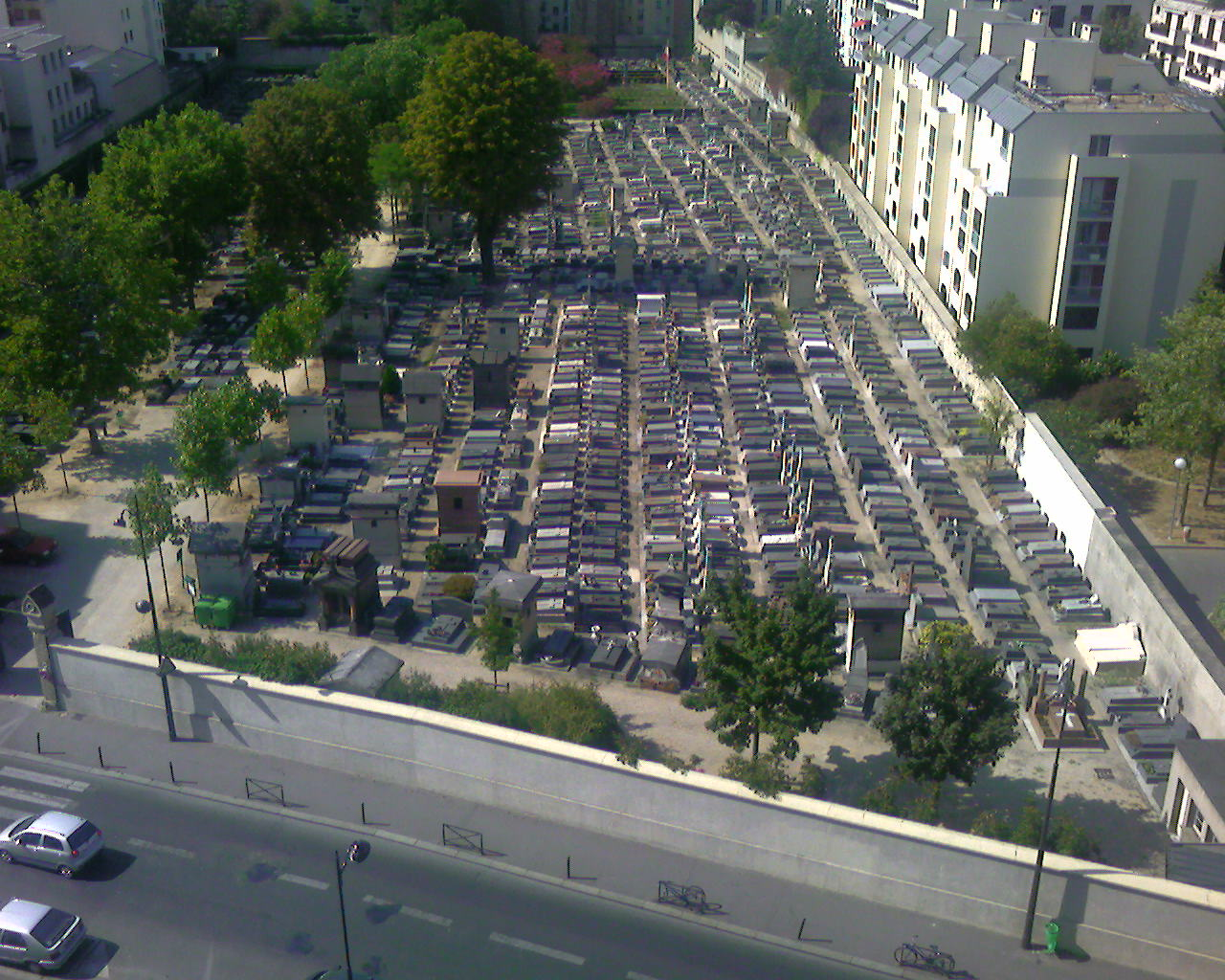
Der Cimetière de Vaugirard von der Rue Lecourbe aus gesehen
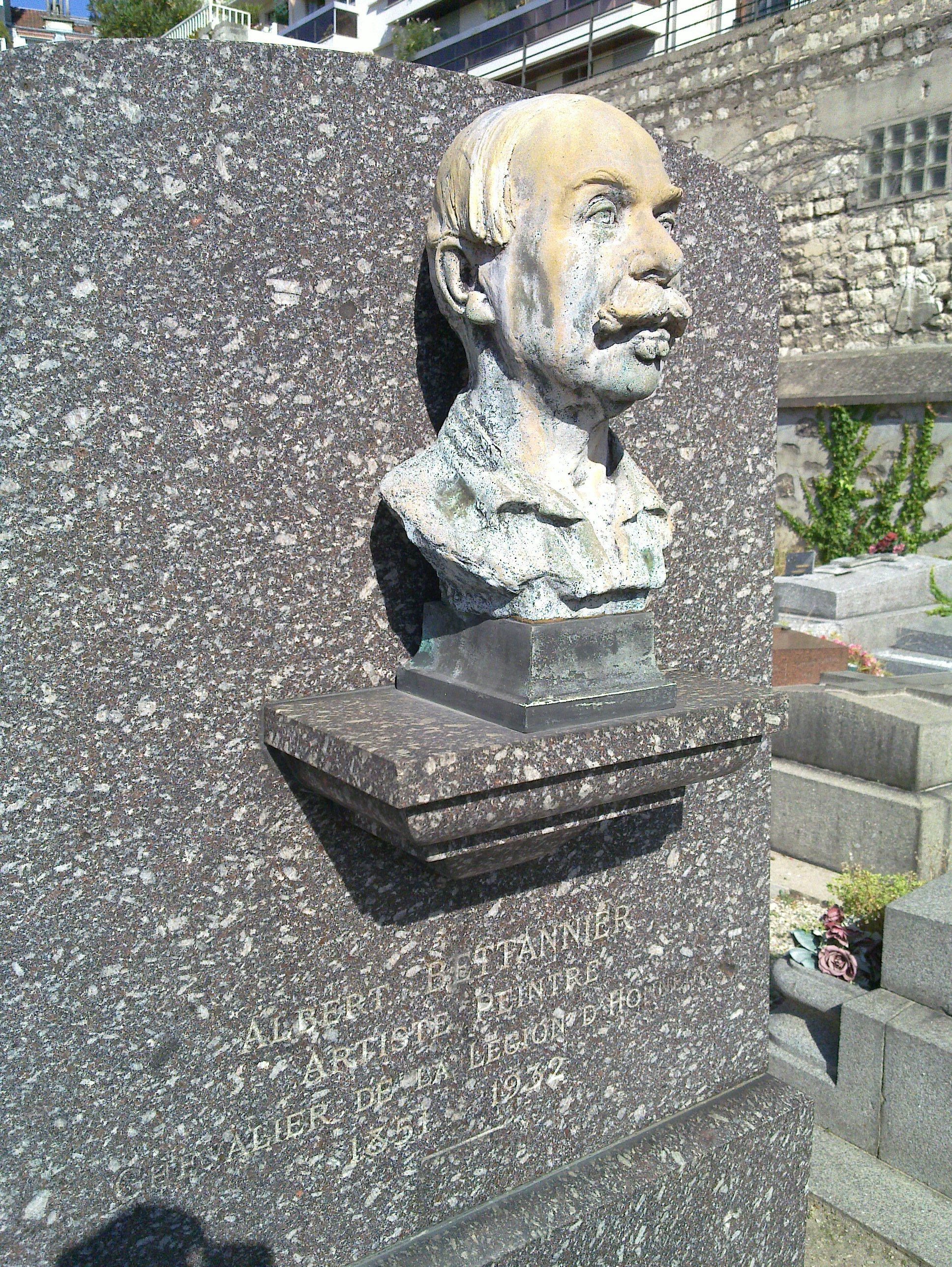
Das Grab von Albert Bettannier
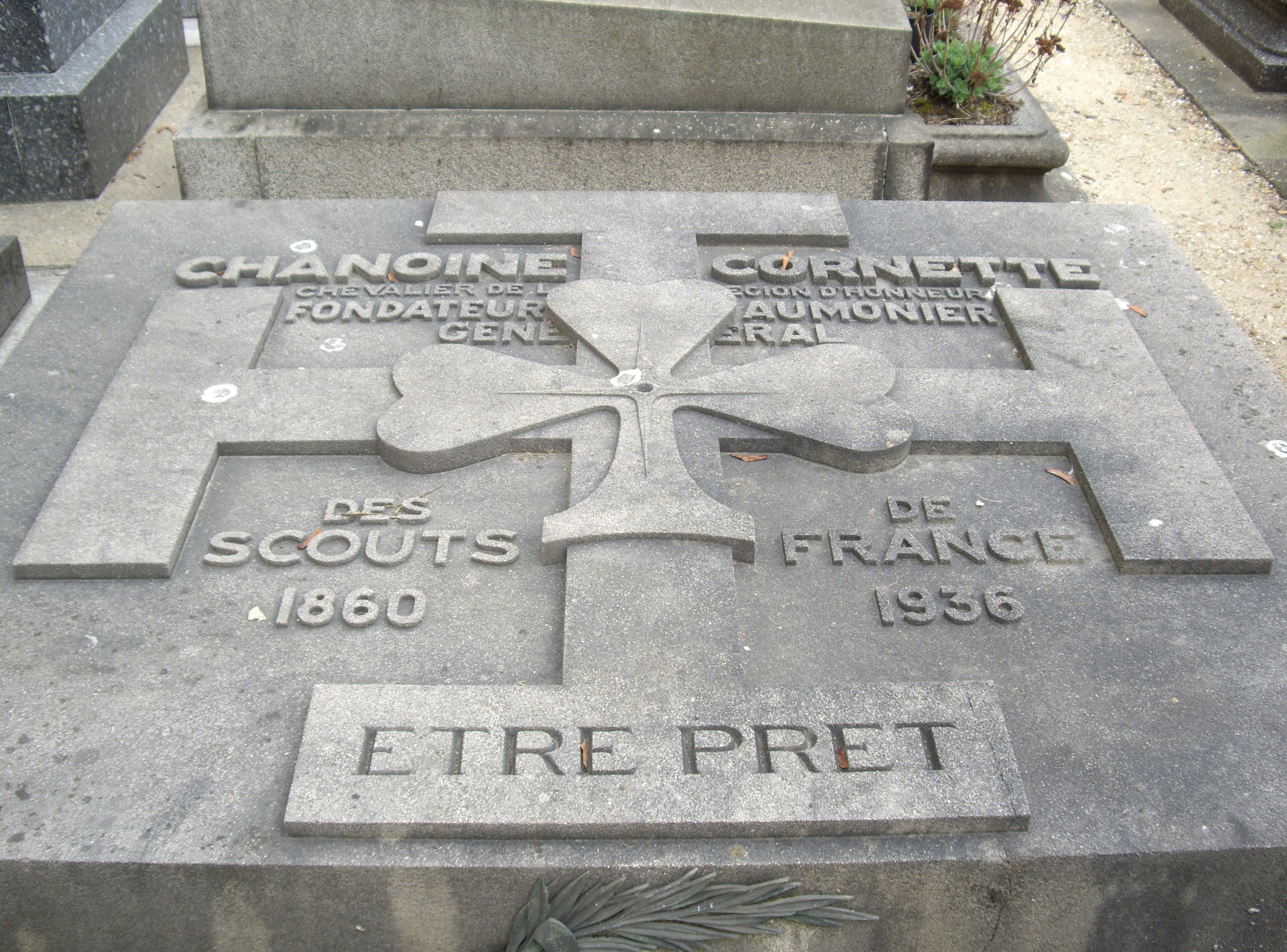
Das Grab von Chanoine Cornette
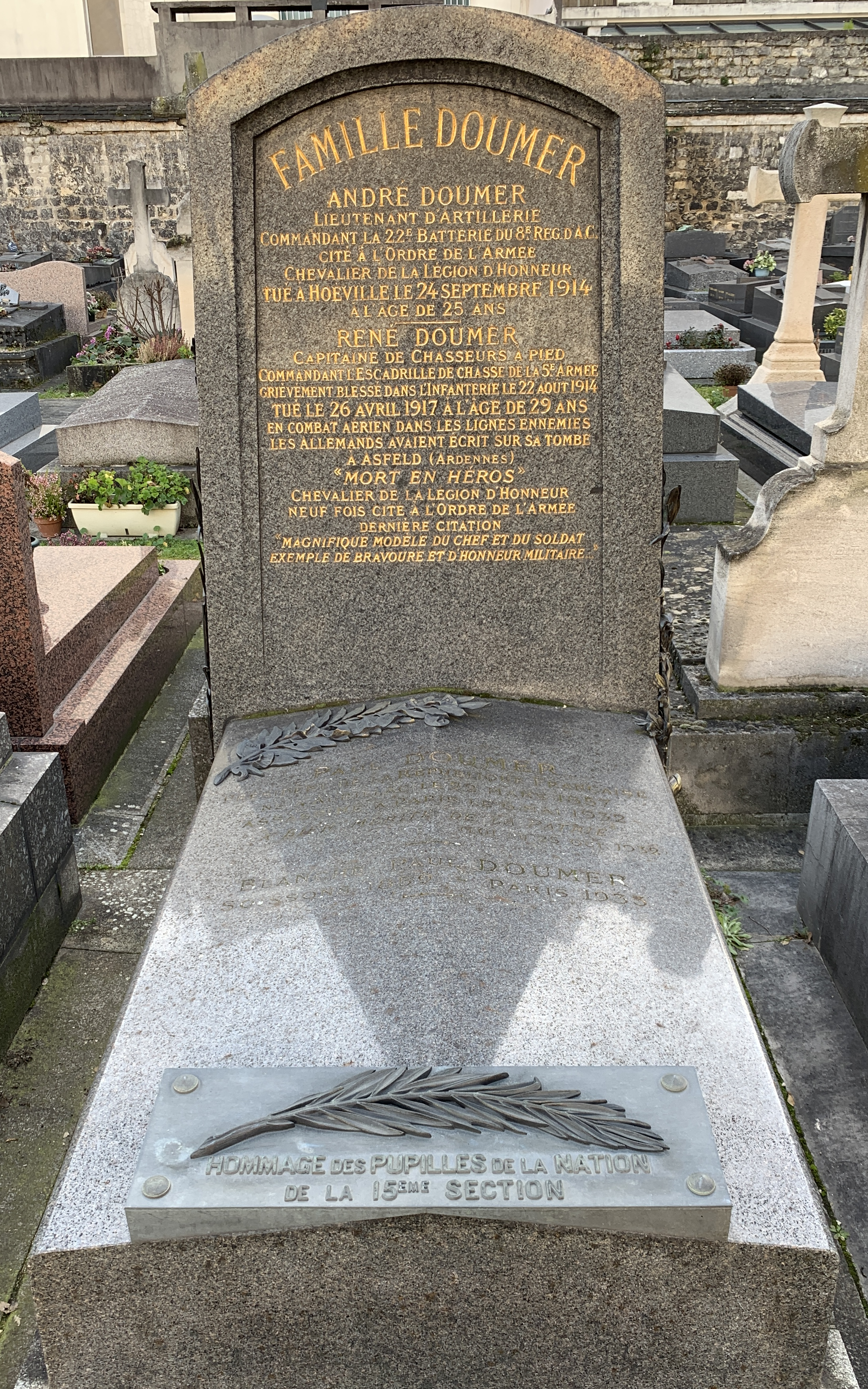
Das Grab von Paul Doumer
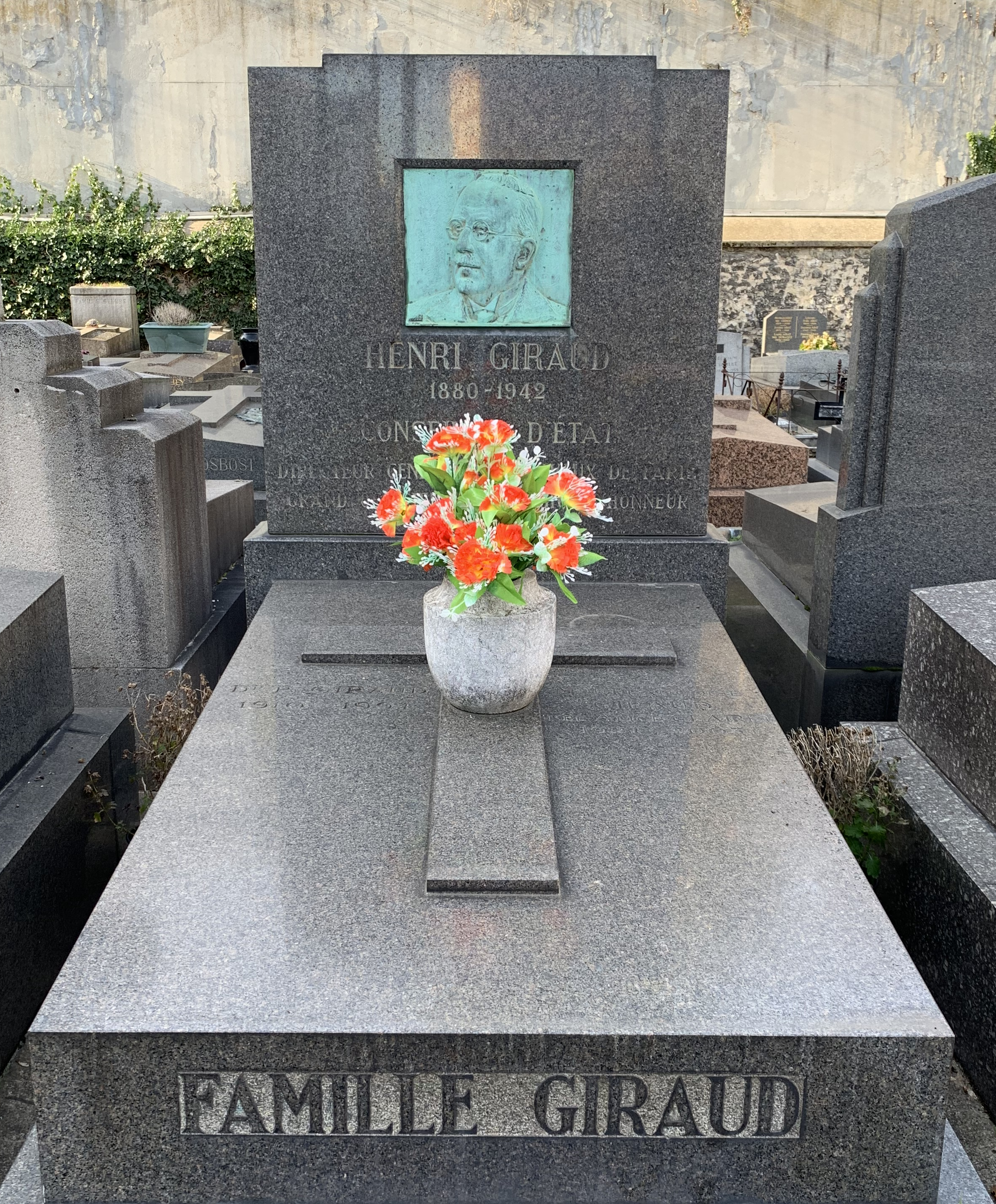
Das Grab von Henri Giraud

## Ruhestätten
- Louis Aubert (1877–1968), Komponist
- Michel Baroin (1930–1987), Geschäftsmann und Krimiautor (Division 12)
- Lucien Besnard (1872–1955), Dramatiker und Theaterkritiker (Division 14)
- Albert Bettannier (1851–1932), Maler (Division 16)
- Héctor Bianciotti (1930–2012), Schriftsteller und Literaturkritiker, Mitglied der Académie française (Division 18)
- Marguerite Bourcet (1899–1938), Schriftstellerin
- Jean-Baptiste Nicolas Henri Boyer (1775–1813), General (Division 21)
- Clara Candiani (1902–1996), Zeitungs- und Radiojournalistin
- Adolphe Chérioux (1857–1934), Präsident des Gemeinderats von Paris (Division 6)
- Chanoine Cornette (1860–1936), Katholischer Priester und Gründer der Scouts de France (Division 17)
- Anthony Cottes (1871–1913), Offizier, Fotograf und Forscher (Division 2)
- Jean-Baptiste Dalesme (1763–1832), Général de division der Infanterie
- Jean Daniélou (1905–1974), katholischer Theologe, Jesuitenpater und Kardinal der Römischen Kirche (Division 6)
- Henri de Lubac (1896–1991), katholischer  und Kardinal (Division 6)
- Bertrand de Margerie (1923–2003), Theologe, Jesuit, spezialisiert auf Christologie und Mariologie (Division 6)
- Paul Doumer (1857–1932), Staatsmann, vorletzter Präsident der Dritten Republik und mehrfach Finanzminister (Division 13)
- Jacques Friedmann (1932–2009), Politiker
- Henri Giraud (1880–1942), Politiker und Staatssekretär (Division 13)
- Nicolas Groult d'Arcy (1763–1843), Benediktiner
- Jean Lartéguy (1920–2011), Schriftsteller, Kriegsberichterstatter und Armee-Offizier
- Léon Lyon-Caen (1877–1967), Präsident des Kassationshofs und Präsident des Mouvement contre le racisme et pour l'amitié entre les peuples (MRAP, von 1953 bis 1962)
- Jacques Marette (1922–1984), Politiker (UNR), Minister für Post und Telekommunikation von 1962 bis 1967
- Henri Mouton (1869–1935), Biologe und Chemiker
- Eugène Marsan (1882–1936), Journalist, Schriftsteller und Literaturkritiker
- Bernard Niquet (1946–2011), Politiker und Präfekt (Division 15)
- Camille Mortenol (1859–1930), Offizier, Kommandant der Ehrenlegion, kämpfte im Ersten Weltkrieg (Division 5)
- Henri-Charles Oulevay (1834–1915), Maler, Karikaturist, Illustrator, Graveur
- Henri Pottevin (1865–1928), Arzt, Biologe, Politiker und Offizier der Ehrenlegion
- Émile Reynaud (1844–1918), Fotograf, Zeichner und Französischlehrer (Erfinder des Praxinoskop)
- Jules Scamaroni (1890–1938), Politiker und Präfekt (Division 13)
- Christian Vebel (1911–2002), Chansonnier
- Thérèse Vimont  (1893–1972), Malerin (Division 13)
- Adolphe Vincent (1896–1978), Rechtsanwalt und Politiker